# جان کریستنسن
جان کریستنسن (انگلیسی: John Christensen؛ زادهٔ ۲۹ آوریل ۱۹۴۸) بازیکن هاکی روی چمن اهل نیوزیلند بود.